# Estrid Westberg
Estrid Maria Helena Westberg, född 30 augusti 1903 i Malmö, död 30 augusti 1971, var en svensk målare och skulptör.
Hon var dotter till fabrikören Lennart Julius Nyborg och Hilda Strangerup och gift första gången 1931 med läkaren Gustaf-Adolf Sandström (1903–1932) och andra gången 1938 med direktören Dag Westberg men äktenskapet upplöstes vid en skilsmässa. Westberg arbetade som heminredare vid sin fars möbelfirma 1927–1943 Hon bedrev reklamstudier och reklamteckning vid Malmö tekniska skola samt målning vid Skånska målarskolan 1942–1943. Hon fortsatte därefter vid Grünewalds målarskola 1944–1949 och anatomisk teckning vid Kungliga konsthögskolan samt privat för Palle Pernevi och Lena Börjeson. Hon etablerade en ateljé i Stockholm där hon sedan 1952 undervisade ungdomar i konst och konsthantverk. Hon medverkade i Helsingborgs konstförenings utställningar på Vikingsbergs konstmuseum och samlingsutställningar arrangerade av Skånes konstförening i Malmö under 1950-talet samt Sveriges allmänna konstförenings vårsalonger i Stockholm. Hennes konst består av stilleben, porträtt, landskap och nonfigurativa bilder i olja samt plastiska kompositioner av figurer och porträtt i terrakotta. Westberg är begravd på Östra kyrkogården i Malmö.